# Underground Garage
Underground Garage es el nombre compartido por dos emisoras de radio relacionados pero diferentes, un programa sindicado y una estación de radio por satélite, creado y supervisado por el guitarrista Steven Van Zandt (miembro de la E Street Band, banda que acompaña a Bruce Springsteen), en el que se pincha música rock and roll y garage rock.
Por una parte es un programa de radio sindicado —emitido bajo el nombre completo de Little Steven's Underground Garage— que se escucha en alrededor de 200 emisoras de radio terrestre FM repartidas en 130 ciudades estadounidenses y en otros países (entre ellos España). El programa, de dos horas de duración, está escrito, presentado y producido por Van Zandt. Sus emisiones comenzaron a través de treinta estaciones de radio estadounidenses en 2003. Por otra parte es un canal de radio por satélite (llamado Underground Garage) que emite 24 horas al día durante toda la semana en Estados Unidos y Canadá en Sirius XM Radio y vía Dish Network, un canal de televisión de pago estadounidense, y emitido en todo el mundo a través de Sirius/XM Internet Radio. En España el programa se emite mediante la radio por internet Rock Rock Radio, y en Rock FM. En Chile el programa es emitido a través de Radio Futuro. En el Perú el programa se escucha a través de Radio Doble Nueve y en Bolivia el programa se emite a través de WKM Radio.

## Escuchar Underground Garage
El programa semanal
- En estaciones de radio FM estadounidenses - detalles de la estación* En determinadas estaciones de radio de Europa/Asia -
- En varios países de todo el mundo a través de la Voz de América.
- En España, en Internet a través de Rock Rock Radio Archivado el 26 de julio de 2011 en Wayback Machine. los martes, viernes y domingos, y en Rock FM los domingos a las 22.00.
- En Chile, a través de Radio Futuro, los sábados.
- En Lima-Perú, a través de Radio Doble Nueve, los domingos a las 22:00 hrs.
- En Bolivia, a través de WKM Radio, los sábados.

El canal de radio
- En radio por satélite en Norteamérica: Canal 25 de Sirius Satellite Radio y el canal 59 de XM Satellite Radio
- En televisión por satélite en Norteamérica: Canal 6025 de DISH Network
- En internet y en todo el mundo: Sirius/XM Radio